# Фитнес култура
Фитнес културата е социокултурно явление, което обхваща упражненията и физическия фитнес.
Изпълняването на физически упражнения на места като фитнес зали, уелнес центрове и здравни клубове е популярно занимание, особено за младежи. Международно проучване е установило, че над 27 % от цялото световно възрастно население посещава фитнес центрове и че 61 % от редовните трениращи изпълняват дейности от типа „фитнес“.

## Развитие

### Древна Гърция и Древен Рим
Думата гимнастика произлиза от гръцката дума gymnazein, което буквално означава „да се упражняваш гол“.  В градовете на древна Гърция и Рим е съществувало обществено място, посветено на тренировки за спортисти, наречено гимназия (множествено число: гимназия) при гърците и палестра (множествено число: палестра) при римляните. Фитнесът се е разглеждал като концепция, оформена от два културни кодекса: рационализация и аскетизъм; автентичност и съответно хедонизъм. В Гърция гимнастическите постижения са се считали за благородно и благочестиво занимание и са били включени в цялостно образование. Гимназиите са били превърнати в център на общността, като били свързвани с изкуствата, изучаването на логика и както и използвани като източник на забавление. Квалифицираните спортисти достигали повишен статус и посвещавали животите си на превръщането в експерти в упражненията.  И мъжете, и жените са участвали в различни гимнастически упражнения. Поредицата от дейности е включвала плуване, хвърляне, борба, скокове и вдигане на тежести.  След като римляните завладяват Гърция, те са развили дейностите в по-официален спорт и са използвали гимназиите си, за да подготвят легионите си за война. Но с упадъка на Римската империя хората загубили интереса си към гимнастиката и в деншно време тя е позната само като форма на забавление.

### Деветнадесети век
От около 1800 г. гимнастиката, разработена в западните страни, имала за цел да подобри тялото, за да поддържа обществения морал и да оформи по-добри граждани.  Пер Хенрик Линг е бил пионер в преподаването на физическо възпитание в Швеция и се е стремил да реформира и подобри гимнастиката на древните гърци. През 1850 г. Върховният Лекарски Съвет на Русия докладва на своя император за системата на Линг, чрез която подобряването на цялостната физическа форма, един спортист става по-добър от тези, които просто се фокусират върху подгрупа мускули или действия.  В средата на 19 век в света се наблюдава възходът на физическата култура, движение, което подчертава значението на физическите упражнения както за мъжете, така и за децата. Диоклециан Луис, лекар, дори се застъпил идеята мъже и жени да ре упражняват заедно във фитнеса.  През 1896 г. мъжката гимнастика била в графика на първата модерна Олимпиада. Олимпийското гимнастическо състезание за жени започнало през 1924 г. 

### Втора световна война
През годините и по времето на Втората световна война тоталитарните режими използвали гимнастиката като начин за популяризиране на своите идеологии.  Физическата подготовка е била в основата на нацистката философия и германското правителство финансирало изграждането на спортни и уелнес съоръжения. През 1922 г. нацистката партия създава Младежта на Хитлер, където децата и юношите участвали във физически дейности, за да развият както своята физическа и умствена годност.  Нацистките спортни изображения служили за популяризиране на идеята за „арийско“ расово превъзходство и през 1933 г. във всички германски атлетически организации е въведена политика „Само за арийци“. 
В Съветския съюз през 1931 г. Ленинският комунистически младежки съюз създава движението „Готови за труд и отбрана“ на СССР, което може да се определи като фитнес програма, предназначена да подобри общественото здраве и да подготви населението за високопродуктивна работа и защита на „родината“.

### Студена война
По време на Студената война акцентът върху физическата форма се появи както в САЩ, така и в Съветския съюз. Сенаторът Хюбърт Хъмфри сериозно предупредил, че комунистическото господство идва от превъзходните спортни и фитнес програми. Изказванията му отразяват нарастващата американска параноя относно комунизма. В отговор, лидерите на военното правителство, цивилното правителство и частния сектор започнали да създават „култ и ритуал на твърдостта“.  Президентът Джон Ф. Кенеди отправя призив към нацията, призовавайки американците в цялата страна да дадат приоритет на физическата си подготовка. Фитнесът бива ясно описан като „въпрос за постигане на оптимално състояние на благосъстояние“, който изисква упражнения както от млади, така и от възрастни.  Този фокус върху фитнеса също отваря вратите за жени спортисти както в САЩ, така и в СССР, за да станат по-известни като претендентки за Олимпийските игри. 

### Масовизация, комерсиализация
След Втората световна война започва да преобладава нова форма на неорганизирани, индивидуалистични, ориентирани към здравето физически и развлекателни дейности като джогинг.  Плановете за учения на Кралските канадски военновъздушни сили, разработени от д-р Бил Орбан през 1961 г., са продадени на публиката в 23 милиона копия. Книгата на американския полковник от военновъздушните сили Кенет Купър „Аеробика“ е издадена през 1968 г., а масовата версия „Новата аеробика“ е издадена през 1979 г. Тези публикации на Орбан и Купър помагат за стартирането на модерна фитнес култура.  Олимпийските игри вдъхновяват бум през 1970-те години.  След пускането на видеоклиповете за тренировки на Джейн Фонда през 1982 г. аеробиката се превръща в популярна форма на групова гимнастическа дейност.
Фитнесът започна да се комерсиализира. Фитнес залите започват да бъдат създавани с цели не да подобрят общественото здраве, а да стимулират и използват желанието на хората да поддържат форма, да се забавляват и да се усъвършенстват. Това може да се наблюдава и в съвременните фитнес зали, където културистите се опитват да достигнат своите естетически идеи, чрез развитие на мускулите, използвайки тежести и друго оборудване. Растежът в бодибилдинга като фитнес феномен следва филма и книгата „Изпомпване на желязо” през 1977 г. и филма „Помпване на желязо II” през 1985 г. 
Терминът фитнес зала често се свързва с термина фитнес и посещаването на фитнес зали означава извършване на упражнения във фитнес заведения като фитнес центрове, здравни клубове или фитнес клубове, където хората трябва да плащат за членство, за да използват фитнес уреди и да участват в групови фитнес дейности с инструктори, като уроци по аеробика и йога. 

### Технологии, специализация, брандиране
Напредъкът в технологиите през двадесет и първи век променя начина, по който фитнес дейностите се изпълняват. Количественият Аз се превръща в нов феномен, при който хората използват технологични устройства, за да подкрепят своите тренировки. Характеризира се с използването на приспособления като крачкомер, GPS, монитор за сърдечен ритъм и приложения за смартфони за количествено определяне или наблюдение на усилията на трениращия. 
Намалява популярността на упражненията за „чиста аеробика“.  Вниманието преминава от аеробика, бодибилдинг и традиционна техника на упражнения към дейности като йога, зумба, пилатес, спининг и аквациклизъм, тай чи, кикбокс и фитнес на открито. 
Упражненията се комерсиализират като маркови упражнения от фитнес институциите. Марковите упражнения са групови тренировки, разработени от фитнес институции за хора с различни цели във фитнеса.

## Влияния

### Масова медия
Масовите медии играят важна роля при формирането на фитнес културата поради посланията на идеалния образ на тялото, който предават. Източниците на медия като телевизия, списания и издания на книги са имат склонност да насърчават стройността или дори слабостта като идеални стандарти за женския образ на тялото и стройността или мускулатурата като идеалния образ на мъжкото тяло.  Търговските реклами също създават влиятелна и мощна сила в популяризирането на стереотипен идеален образ на тялото, който не се ограничава до модни реклами. Рекламите на стоки като часовници, смартфони и домакински уреди също така популяризират идеализиран образ на тялото на жените и мъжете. Представата, че жените трябва да бъдат слаби и стройни, а мъжете стройни и мускулести, се превръща в стереотип в обществото, създавайки социокултурен натиск, който насърчава хората да се занимават с фитнес, за да преследват образа на идеалното тяло, популяризирано от масовата медия. 
Упражненията и диетите често се разглеждат като най-добрият начин за постигане на подобен идеален образ на тялото. Например, фитнес публикациите пропагандират идеята, че осъществянането на физически упражнения е естественото лекарство за вашето тяло и здраве.  От друга страна, модните списания насърчават стройността и слабостта като идеалния женски образ: за да представят висшата мода, моделите обикновено са стройни и слаби. Има и значително увеличение на статиите за диети и отслабване в списанията.  В допълнение, формата на моделите се е променила драстично към „по-тръбовидна женска форма“ в културата на висшата мода, koeto често предизвиква противоречия. 

### От връстници
Хората, които редовно посещават фитнес заведения, имат склонност да се сприятеляват на тези места. Те искат да се чувстват част от група, което може да се нарече чувство като част от общност, тъй като поведението от членството в групата се предава от член на член в групата. Този вид приятелство обаче обикновено остава ограничено в рамките на фитнес залата.  Освен това атмосферата във фитнес залите, създадена от хора със същата цел, се превръща в сила на мотивация. Когато хората посещават фитнес заведения или започват нова дейност, те могат да бъдат насърчавани от другите и да се подкрепят. 
Освен това фитнес залите могат да функционират като агенции за запознанства, създавайки шансове за среща с хора извън на работното място. Музиката, движението на тялото и облеклото на хората, които спортуват, могат лесно да привлекат вниманието и да се превърнат в повод за комуникация. 
Друг важен аспект на фитнес културата е разликата между половете в изпълняваните упражнения. Едно проучване показа, че жените предпочитат да правят сърдечно-съдови упражнения пред тренировки с тежести, защото това им позволява да натрупват сила, без да нарушават нормите за женствен физически вид, докато мъжете предпочитат други упражнения като културизъм или бокс, за да бъдат по-мускулести. 

### Лични треньори
Фитнес институциите са места, където хората могат да култивират своите индивидуални нужди по отношение на поддържането на форма и забавлението с други хора. Те са разработени като търговска среда от 80-те години на миналия век.  Концепцията зад този търговски аспект може да се обясни с идеята за използване на времето по най-добрия начин, тъй като хората трябва да заплатят за членството си, за да се присъединят към фитнес институция. Поради тази причина те се считат за клиенти. Фитнес институциите се опитват да проучват пазара, като предоставят допълнителни услуги като лични треньори, треньори и експерти. 
Личните треньори действат като представителни, които представляват фитнес клуба. Това е вид представяне за клиентите по отношение на удовлетвореността и лоялността към конкретната фитнес институция. Треньорите действат и като брокери или агенти, за да създадат връзка между дейностите на своите клиенти и закупуването на допълнителни стоки и услуги, от които техните клиенти се нуждаят за определени дейности като обувки за специфичнни тренировки, облекло или домашно оборудване. Треньорите са и мотиватори на стоките и услугите. От тях се изисква да имат технически умения, за да предоставят професионални фитнес услуги на своите клиенти, и трябва да притежават добри комуникативни умения, целящи да убедят клиентите си да правят повече във фитнес залата, което от своя страна означава закупуване на повече стоки и услуги. И накрая, личните треньори действат и като предприемачи: създават широка мрежа от клиенти за различни стоки и услуги, за да генерират печалба.  От тази гледна точка личните треньори са посредници между клиентите и фитнес залата, играейки решаваща роля в комерсиализацията на фитнес културата. 
Популярността на личните треньори може да се обясни с анализа на поведението, управлявано от правилата, по отношение на еволюционното мислене. От тази гледна точка личните треньори действат като оратори, които дават правила, докато трениращите са слушатели, които спазват правилата. Голяма част от човешкото поведение започва с поведение, управлявано от правилата, и преминава към дългосрочен контрол. Дали трениращите ще продължат да тренират, зависи от подсилването на спазване на правилата, наложено от личните треньори. Защото да бъдеш в в спортна форма и да се чувстваш добре е дългосрочения резултат от фитнес дейностите. 
Ролята на личните треньори също разкри явление, което може да бъде обяснено от социологическата гледна точка на „възложено на външни лица“.  Това означава „прехвърляне на собствената ни отговорност на друг“.  Запазването на здравето и благосъстоянието е лична отговорност на хората, но въпреки товам хората наемат лични треньори, които да отговарят за това. Също така, това има връзка с перспективата за „работа на тялото“ в социологията на тялото : хората предават собствените си тела на платените работници, за да запазят здравето си и да предотвратят болести. 

### Спортна мода
Спортната мода е продукт, създаден чрез комерсиализация на фитнес културата. Както бе споменато по-горе, личните треньори действат и като агенти за продажба на различни стоки и услуги. Пример е случаят със системата за тренировка на тялото (BTS). Преподавателите на BTS се препоръчват да сменят костюма си в съответствие с програмите, за да покажат разликите в характера. Целта е да се стремят обучаващите се да закупят същия костюм, предлаган от програмите. 
Освен това спортното облекло и спортните обувки са се превърнали в най-бързо развиващия се сегмент на пазара за облекло. Тенденцията в спортното облекло се определя не само за спортни дейности, но и като ежедневно облекло или облекло за през уикенда. Докато класическите спортни марки продължават да разширяват пазарния си дял в индустрията, марките от висшата мода също са се присъединили към състезанието. 